# Katalánská kompanie
Katalánská kompanie (španělsky Compañía Catalana, latinsky Exercitus francorum, Societas exercitus catalanorum, Societas cathalanorum) neboli Velká katalánská kompanie (katalánsky Gran Companyia Catalana, latinsky Magna Societas Catalanorum) bylo vojsko žoldnéřů z Katalánska a Aragonie vedená Rogerem de Flor. V roce 1303 si tyto žoldnéře najal byzantský císař Andronikos II. Palaiologos, v jehož službách bojovali s jistým úspěchem proti Turkům v Malé Asii.

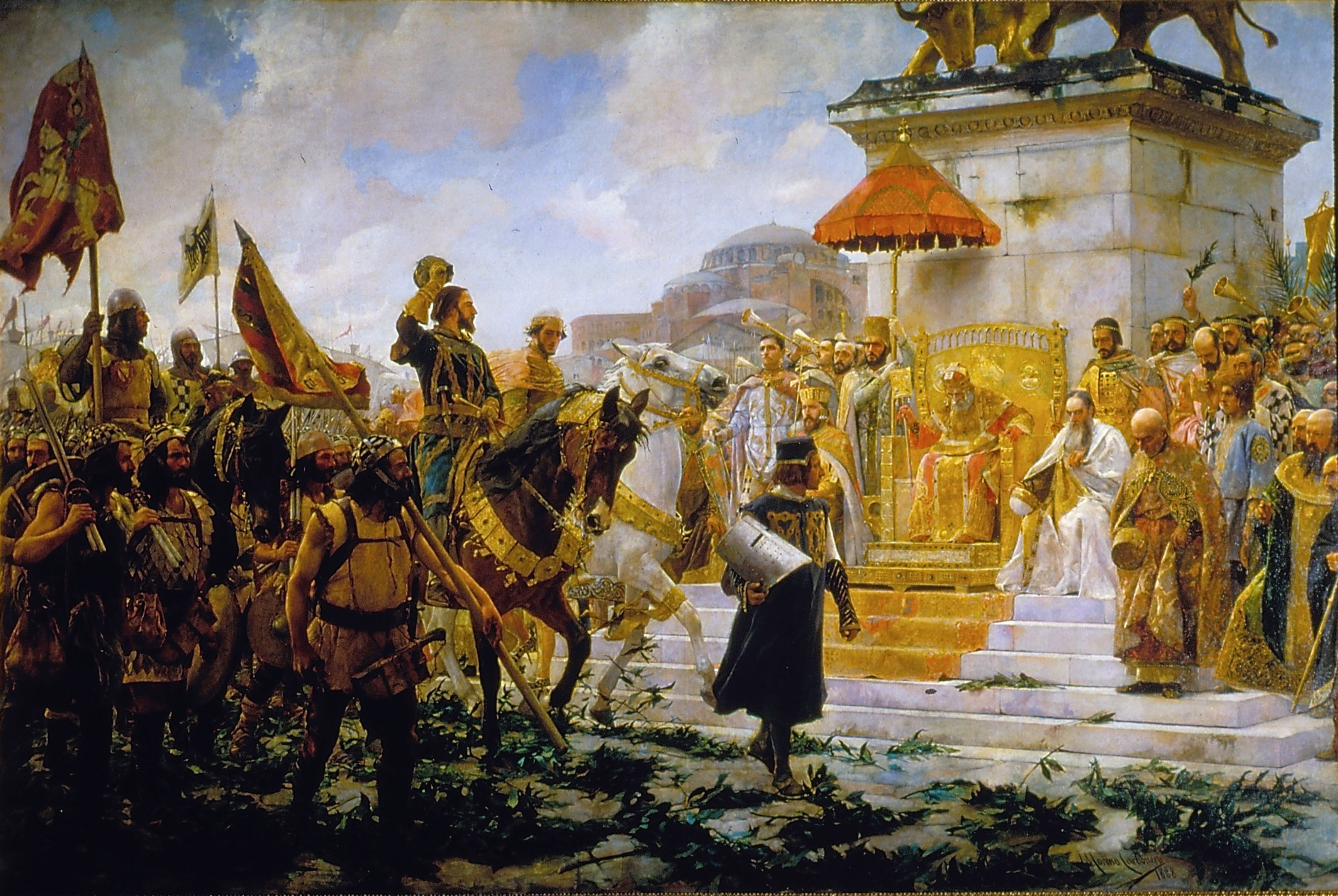
Roger de Flor je vítán v Konstantinopoli, José Moreno Carbonero (1888)

Když Byzantinci zavraždili příliš mocného Rogera de Flor, obrátili se Katalánci proti Andronikovi a zpustošili Thrákii. Poté se odebrali do Řecka, kde v roce 1311 ovládli většinu Athénského vévodství, následně stočili svou pozornost na území Epirského despotátu v jižní Thessálii, na nově dobytých územích bylo zřízeno Neopatrijské vévodství, jež bylo společně s Athénským vévodstvím sjednoceno s Aragonskou korunou.

## Symboly

prapory kompanie:
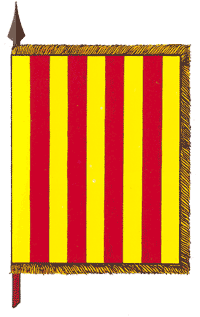
aragonský
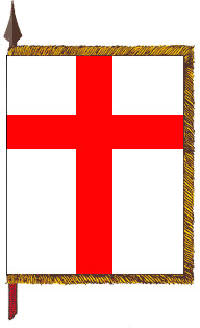
svatojiřský
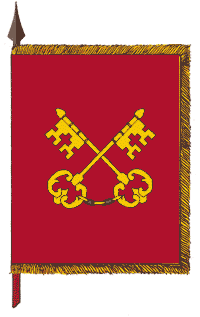
svatopetrský
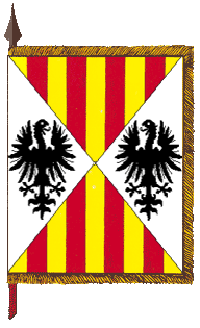
sicilský